# شامیل‌قلعه
شامیل‌قلعه (روسی: Шамилькала) یک شهرک در داغستان در کشور روسیه است.